# Bartovice

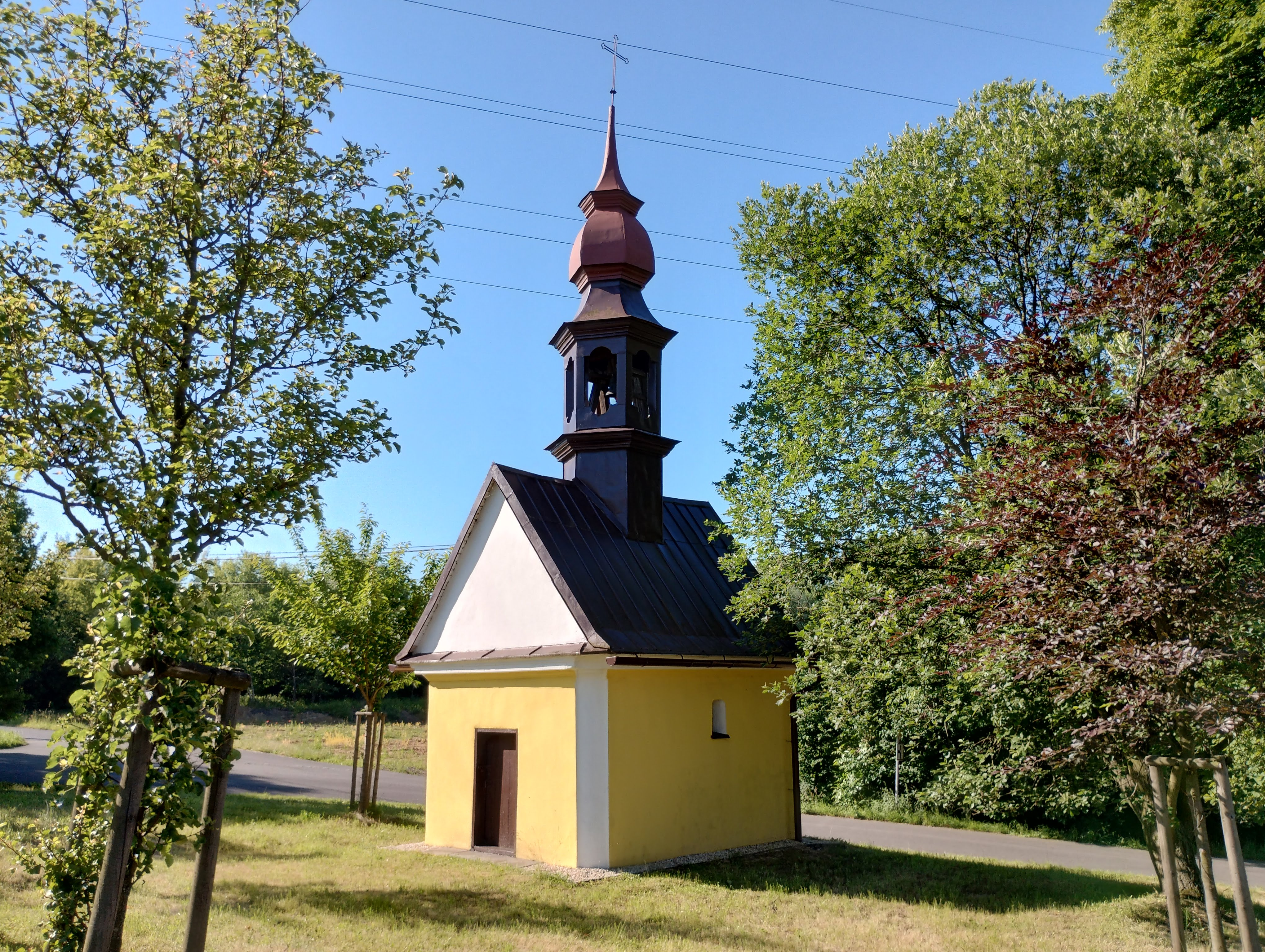
Kaple sv. Anny v Bartovicích

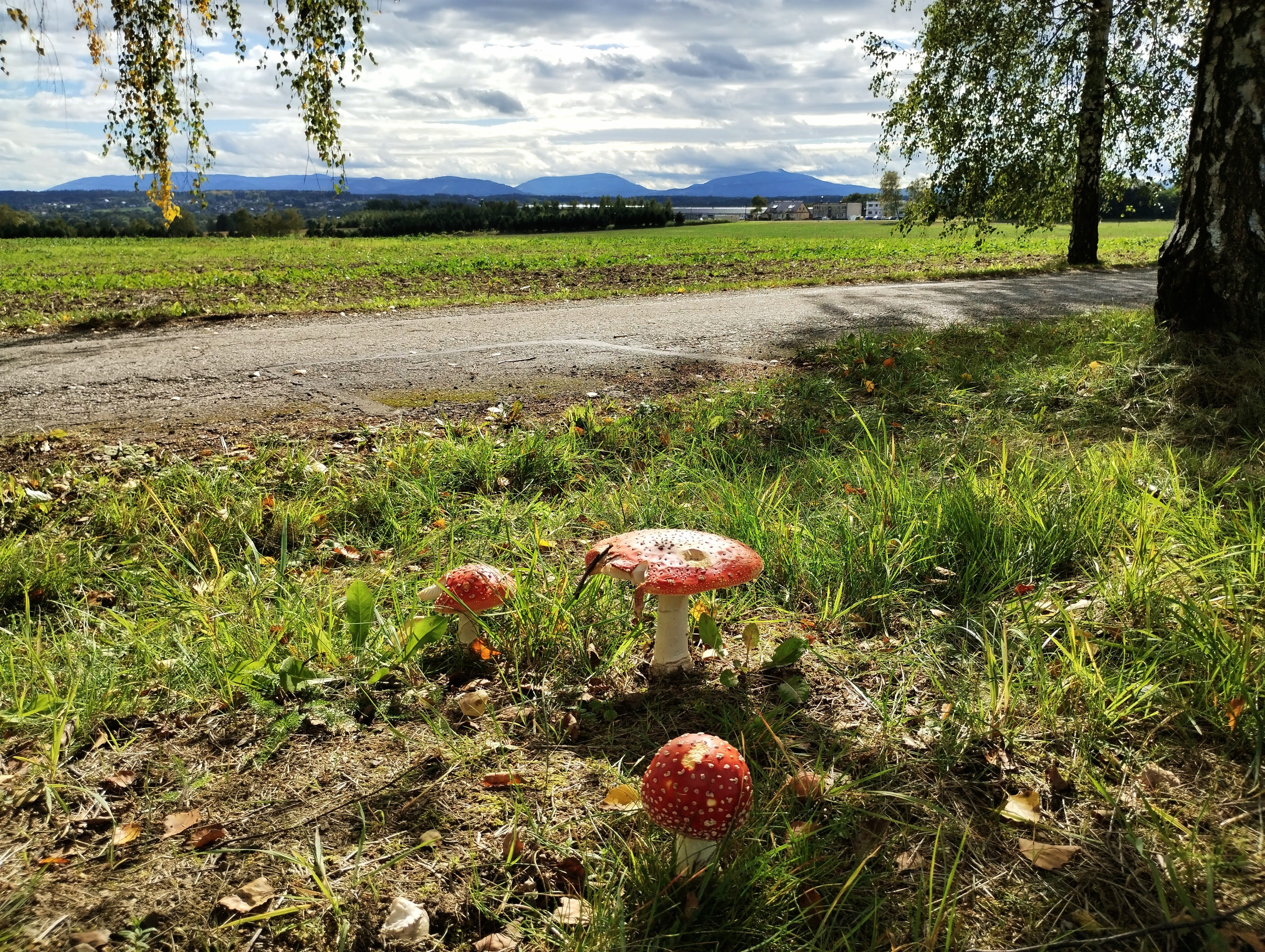
Březová ul. v Bartovicích s pohledem na Beskydy

Bartovice (dříve též Bartulovice nebo Bartultovice, německy Bartelsdorf) jsou bývalá obec a současná místní část ostravského městského obvodu Radvanice a Bartovice.

## Historie
Nejstarší písemnou zmínku o nich nalezneme v soupise desátků vratislavského biskupství z roku 1305. Zde jsou uvedeny v podobě Bertoltowitz. V roce 1411 prodal Ješek Kornic Bartovice (zde zapsány jako Bartelsdorf) Ondřeji z Tvorkova. Tím se staly součástí polskoostravského panství, a to až do poloviny 17. století. V roce 1738 prodal Jan Maxmilián Bohuslav Skrbenský z Hříště Bartovice a Radvanice Františku Skrbenskému z Hříště. Tím se staly obě obce součástí šenovského panství až do roku 1848. Převážně zemědělský charakter obce se počátkem 20. století pozvolna vytrácel vlivem průmyslové výroby v okolí.
Od 1. ledna 1960 byly Bartovice připojeny k Ostravě. Bartovice měly ve znaku původně gryfa držícího kartuši s písmenem B, později jednonohého žebráka opírajícího se o strom. Před zdejší hospodou Na jaščurce zemřel v roce 1895 čeledín Bardoň. Touto událostí se inspiroval ve své básni Maryčka Magdónova Petr Bezruč. Obec byla během druhé světové války osvobozena Rudou armádou dne 2. května 1945.

## Současný charakter
Většina části Bartovice leží v nadmořské výšce 250–270 m nad údolím říčky Lučiny. Podobně jako sousední Šenov si Bartovice udržují charakter vesnické zástavby s individuálními domky. Vzhled i kvalita ovzduší jsou však silně ovlivněny hutním areálem na západě. Na severu je Bartovický lesík s rybníkem.
Od září roku 2019 je v obci zřízen klub pro nejmenší děti Bartík a knihovna, obojí jako součást Knihovny města Ostravy, příspěvkové organizace.
V Bartovicích je i krytý bazén a prochází jimi několik tras pro cyklisty.
Bartovice se proslavily videohrou Vrby.[zdroj?]

## Průmysl a doprava
Západním okrajem katastru zasahují Bartovice do areálu Nové huti v Kunčicích.
Obec protíná komunikace dálničního typu č. 11. Hlavní městskou komunikací je silnice II/479 (Těšínská ulice) s příměstskými autobusovými linkami a městskou dopravou - linky č. 38 a 28 na tramvajovou smyčku Hranečník. Jihovýchodní částí katastru poblíž železniční trati prochází silnice II/478 (Šenovská ulice).
Železniční stanice Ostrava-Bartovice je významná jako nákladní nádraží, kudy též (kromě nádraží Kunčice) vstupovaly do hutě vagóny s uhlím a železnou rudou. Osobní vlaky poskytují spojení západním směrem do Opavy přes Háj ve Slezsku a Svinov, východním směrem přes Havířov do Českého Těšína. Dvojkolejná trať je elektrizovaná stejnosměrnou soustavou 3000 V.

## Významní rodáci
- Armin Delong, český fyzik a vědec